# Шарлота Амалия фон Хесен-Касел
Шарлота Амалия фон Хесен-Касел (на немски: Charlotte Amelia von Hessen-Kassel) е ландграфиня от Хесен-Касел и чрез женитба кралица на Дания и Норвегия (1670 – 1699).

## Произход
Родена е на 27 април 1650 г. в Касел. Тя е първото дете, дъщеря на ландграф Вилхелм VI фон Хесен-Касел (1629 – 1663) и съпругата му принцеса Хедвиг София фон Бранденбург (1623 – 1683), дъщеря на курфюрст Георг Вилхелм фон Бранденбург и на Елизабет Шарлота фон Пфалц. По-малката ѝ сестра Елизабет Хенриета (1661 – 1683) се омъжва 1679 г. за крал Фридрих I от Прусия (1657 – 1713).

## Кралица на Дания и Швеция
Шарлота Амалия се омъжва на 25 юни 1667 г. в Копенхаген за датския престолонаследник принц Кристиан V (1646 – 1699), крал на Дания и Норвегия (1670 – 1699), син на крал Фредерик III от Дания (1609 -1670) и съпругата му София Амалия фон Брауншвайг-Каленберг (1628 – 1685). Тя е обичана в Дания. Те имат децата:
- Фредерик IV Олденбург (1671 – 1730), крал на Дания, женен I. на 5 декември 1695 г. за графиня Луиза фон Мекленбург-Гюстров (1667 – 1721); II. на 4 април 1721 г. за Анна София фон Ревентлов (1693 -1743)
- Христиан Вилхелм Олденбург (1672 – 1673)
- Христиан Олденбург (1675 – 1695)
- София Хедвиг Олденбург (1677 – 1735)
- Христина Шарлота Олденбург (1679 – 1689)
- Карл Олденбург (1680 – 1729)
- дъщеря (* 17 юли 1682)
- Вилхелм Олденбург (1687 – 1705)

## Смърт
Умира на 27 март 1714 г. в Копенхаген на 63-годишна възраст.

## Галерия
- Шарлота Амалия, ок. 1675
- Шарлота Амалия
- Шарлота Амалия